# Station Waterside
Station Waterside  is een spoorwegstation in Derry/Londonderry de hoofdplaats van het Noord-Ierse graafschap Derry. Het station is het eindpunt van de lijn Belfast - Derry. Volgens de dienstregeling 2015 rijdt op werkdagen iedere twee uur een trein in beide richtingen.
In de dienstregeling van NIR wordt het station aangeduid als Derry/Londonderry. Voor de sluiting van de andere stations in Derry vermeldde de borden Londonderry-Waterside. Het staat nog steeds bekend als Waterside hoewel de borden nu enkel Londonderry vermelden. Waterside ligt aan de oostkant van de rivier de Foyle. 